# Список найвищих людей

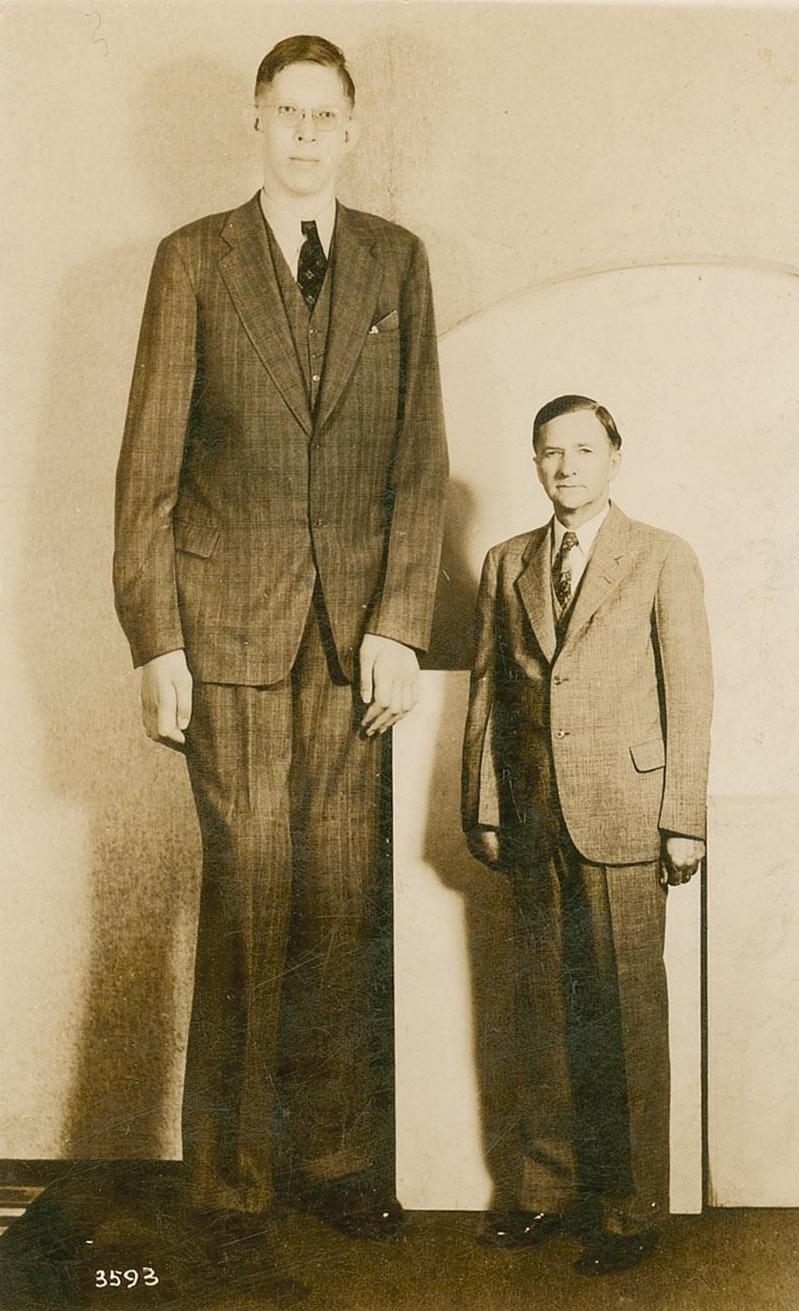
Роберт Уодлоу, найвища перевірена людина, з батьком зростом 182 см.

Це список найвищих людей, підтверджені Книгою рекордів Гіннеса або іншими надійними .джерелами.
Згідно з Книгою рекордів Гіннеса, найвищою людиною в історії був Роберт Уодлоу зі Сполучених Штатів (1918–1940), який мав 272 см. Він привернув увагу ЗМІ в 1939 році, коли його визнали найвищою людиною в світі, побивши рекорд Джона Рогана, досягнувши висоти 267 см.
Є повідомлення про ще вищих людей, але більшість таких тверджень є неперевіреними або помилковими. З давніх часів повідомлялося про знахідки гігантських людських скелетів. Спочатку вважалося, що ці кістки належали міфічним велетням, але пізніше було ідентифіковано як перебільшені останки доісторичних тварин, як правило, китів або слонів. Регулярні повідомлення в американських газетах у XVIII і XIX століттях про гігантські людські скелети, можливо, надихнули справу про «скам'янілого» Кардіфського гіганта, відому археологічну містифікацію.

## Чоловіки
| Країна           | Зріст (м) | Ім'я та призвище   | Роки життя | Примітка                                         |
| ---------------- | --------- | ------------------ | ---------- | ------------------------------------------------ |
| США              | 2,72      | Роберт Уодлоу      | 1918-1940  | Найвища людина в історії з підтвердженим зростом |
| США              | 2,67      | Джон Роган         | 1867-1905  |                                                  |
| США              | 2,64      | Джон Ф. Керролл    | 1932-1969  |                                                  |
| США              | 2,62      | Віллі Кемпер       | 1924-1969  |                                                  |
| Австрія          | 2,58      | Франц Вінкельмаєр  | 1860-1887  | Найвища людина Європи                            |
| Україна          | 2,58      | Леонід Стадник     | 1970-2014  | Суперечливий зріст                               |
| Таїланд          | 2,57      | Порчай Саосрі      | 1989-2015  | Суперечливий зріст                               |
| В'єтнам          | 2,57      | Хо Ван Трунг       | 1984-2019  | Суперечливий зріст                               |
| Німецька імперія | 2,56      | Юліус Кох          | 1872-1902  | Суперечливий зріст                               |
| Римська імперія  | 2,5566    | Максимін Фракський | 173-238    | Суперечливий зріст                               |
| США              | 2,55      | Аль Томаїні        | 1912-1962  | Суперечливий зріст                               |
| Фінляндія        | 2,514     | Вяйньо Міллірінне  | 1909-1963  |                                                  |
| Індія            | 2,51      | Вікас Упал         | 1986-2007  | Суперечливий зріст                               |
| Туреччина        | 2,51      | Султан Кесен       | 1982-живий | Найвища жива людина                              |
| США              | 2,489     | Дон Келер          | 1925-1981  |                                                  |

## Жінки
| Країна          | Зріст (м) | Ім'я та призвище   | Роки життя  | Примітка                              |
| --------------- | --------- | ------------------ | ----------- | ------------------------------------- |
| Нідерланди      | 2,60      | Трейнтьє Кеевер    | 1616-1633   | Найвища жінка (суперечливий зріст)    |
| США             | 2,54      | Елла Юінг          | 1872-1913   | Суперечливий зріст                    |
| КНР             | 2,48      | Зенг Джуліан       | 1964-1982   | Найвища жінка з підтвердженим зростом |
| Канада          | 2,42      | Анна Хейнінг Бейтс | 1846-1888   |                                       |
| Велика Британія | 2,41      | Джейн Банфорд      | 1895-1922   |                                       |
| Нідерланди      | 2,40      | Abeltje            | 1758-?      | Суперечливий зріст                    |
| Індія           | 2,33      | Сіддіка Парвін     | 1985-донині | Найвища жива жінка                    |
| Індонезія       | 2,33      | Мулія              | 1956-1991   |                                       |
| КНР             | 2,33      | Яо Дефен           | 1972-2012   |                                       |
| США             | 2,32      | Сенді Аллен        | 1955-2008   |                                       |

## Найвищі люди в різних видах спорту
| Країна    | Зріст (м) | Ім'я та призвище    | Вид(и) спорту             | Роки життя  | Примітка                    |
| --------- | --------- | ------------------- | ------------------------- | ----------- | --------------------------- |
| Канада    | 2,51      | Едуард Бопре        | Силач, борець             | 1881-1904   | Найвищий спортсмен          |
| Іран      | 2,46      | Мортеза Мехрзад     | Паралімпієць, волейболіст | 1987-донині | Навищий живий спортсмен     |
| Лівія     | 2,448     | Сулайман Алі Нашнуш | Баскетболіст              | 1943-1991   | Найвищий баскетболіст       |
| КНР       | 2,36      | Сунь Мінмін         | Баскетболіст              | 1983-донині | Найвищий живий баскетболіст |
| Аргентина | 2,32      | Хорхе Гонсалес      | Рестлер                   | 1966-2010   | Найвищий рестлер            |
| Румунія   | 2,31      | Георге Мурешан      | Баскетболіст              | 1971-донині | Найвищий спортмен Європи    |

## Найвищі люди без гігантизму або акромегілії
| Країна          | Зріст (м) | Ім'я та призвище  | Роки життя  | Примітка                                            |
| --------------- | --------- | ----------------- | ----------- | --------------------------------------------------- |
| Велика Британія | 2,36      | Анкус МакАскілл   | 1825-1863   | Найвища людина без гігантизму та акромегілії        |
| США             | 2,34      | Боб Вегнер        | 1993-донині | Найвища жива людина без гігантизму та акромегілії   |
| Велика Британія | 2,326     | Ніл Фінглтон      | 1980-2017   |                                                     |
| Румунія         | 2,31      | Роберт Боброцький | 2000-донині | Найвища людина Європи без гігантизму та акромегілії |
| Південний Судан | 2,31      | Мануте Бол        | 1962-2010   |                                                     |
| Канада          | 2,31      | Олів'є Ріу        | 2006-донині |                                                     |